# Bellefontaine (Vosges)
Bellefontaine település Franciaországban, Vosges megyében. Lakosainak száma 959 fő (2022. január 1.). Bellefontaine Plombières-les-Bains, Raon-aux-Bois, Saint-Nabord és Xertigny községekkel határos.

## Népesség
A település népességének változása:
| Lakosok száma | 1022 | 997  | 1008 | 992  | 986  | 981  | 975  | 968  | 959  |
|               | 2013 | 2015 | 2016 | 2017 | 2018 | 2019 | 2020 | 2021 | 2022 |